# Гірська астелія
Гірська астелія або відома як кущ льону, є трав'янистою рослиною, родом з Нової Зеландії. A. nervosa має довгі, гнучкі шкірясті листя, світло-зеленого та сірого кольору. Квітки світло-коричневого до червоного кольору. Зрілі плоди, як правило, помаранчеві.
Він зустрічається в низинних та низькогірських районах від південного північного острова на південь до острова Стюарт.